# Scelte d'onore
Scelte d'onore (WiseGirls) è un film del 2002 diretto da David Anspaugh con Mira Sorvino, Mariah Carey e Melora Walters.